# Parafia św. Barbary w Kuzawie
Parafia św. Barbary – parafia prawosławna w Kuzawie, w dekanacie Kleszczele diecezji warszawsko-bielskiej.
Na terenie parafii funkcjonują 2 cerkwie:
- cerkiew św. Barbary w Kuzawie – parafialna
- cerkiew św. Anny w Wólce Terechowskiej – cmentarna

## Historia

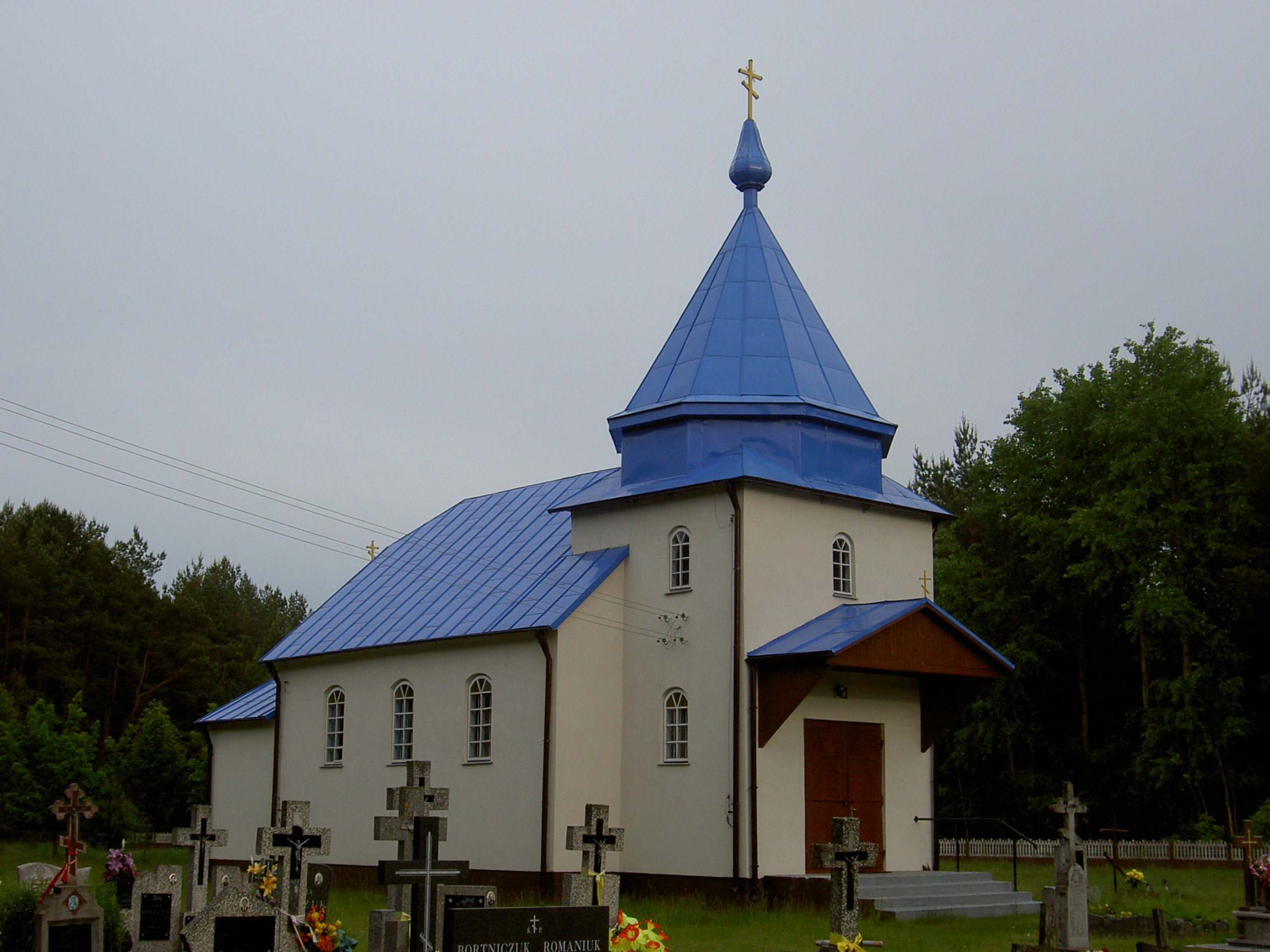
Cerkiew cmentarna św. Anny w Wólce Terechowskiej

Parafię erygowano 15 marca 1984, po odłączeniu części terytorium z parafii w Kleszczelach.
28 marca 1986 z parafii kuzawskiej wydzielono parafię Ikony Matki Bożej „Miłującej” w Czeremsze. Nowo powstała parafia przejęła prowadzenie zapisów metrykalnych również wiernych z Kuzawy.
Na początku XXI w. dokonano gruntownego remontu cerkwi parafialnej.
Obecnie w skład parafii św. Barbary wchodzą 3 wsie: Kuzawa, Repczyce, Wólka Terechowska oraz osada Gajki z ogólną liczbą 320 osób.

## Wykaz proboszczów
- 1986–2000 – ks. Jerzy Krysiak
- 2005–2011 – ks. Jerzy Kulik
- – ks. Grzegorz Naumowicz (obecnie)